# Leptoneta hogyegulensis
Leptoneta hogyegulensis is een spinnensoort in de taxonomische indeling van de Leptonetidae.
Het dier behoort tot het geslacht Leptoneta. De wetenschappelijke naam van de soort werd voor het eerst geldig gepubliceerd in 1969 door Paik & Namkung.